# یواس‌اس لیچفیلد کانتی (ال‌اس‌تی-۹۰۱)
یواس‌اس لیچفیلد کانتی (ال‌اس‌تی-۹۰۱) (به انگلیسی: USS Litchfield County (LST-901)) یک کشتی بود که طول آن ۳۲۸ فوت (۱۰۰ متر) بود. این کشتی در سال ۱۹۴۴ ساخته شد.